# ГЕС Shīzipíng
ГЕС Shīzipíng (狮子坪水电站) — гідроелектростанція у центральній частині Китаю в провінції Сичуань. Знаходячись перед ГЕС Hóngyè II, становить верхній ступінь каскаду на річці Загунао, правій притоці Міньцзян, котра в свою чергу є лівою притокою Дзинші (верхня течія Янцзи).
В межах проекту річку перекрили кам'яно-накидною греблею висотою 136 метрів, довжиною 309 метрів та шириною по гребеню 12 метрів. Вона утримує водосховище з об'ємом 135,3 млн м3 (корисний об'єм 119 млн м3), в якому припустиме коливання рівня поверхні між позначками 2460 та 2540 метрів НРМ.
Зі сховища прокладено дериваційний тунель довжиною 18 км, котрий транспортує ресурс до підземного машинного залу. Тут встановили три турбіни типу Френсіс потужністю по 65 МВт, які використовують напір у 390 метрів та забезпечують виробництво 876 млн кВт-год електроенергії на рік.